# Most People Are a Waste of Time
Most People Are a Waste of Time är ett studioalbum av den australiska punkrockgruppen Hard-Ons, utgivet 2006 i Sverige av Bad Taste Records, i Australien av Chatterbox Records, i Tyskland av Red Lounge Records och i Storbritannien av Household Name Records.

## Låtlista
1. "What Would Stiv Bators Do"
2. "I'm Hurt I'm in Pain"
3. "There Goes One of the Creeps That Hassled My Girlfriend"
4. "Crack"
5. "Knowing My Luck.."
6. "I'll Get Thrush or Something"
7. "Bubble Bath"
8. "Stop Crying"
9. "Poorest Kid on the Block"
10. "But Officer I Was Just Doing My Job"
11. "Her Smile Is a Wish I Can't Obtain"
12. "The Ballad of Katrin Cartlidge"
13. "Cockroach"

### Fotnoter
1. ↑  ”Most People Are a Waste of Time”. Discogs.com. http://www.discogs.com/Hard-Ons-Most-People-Are-A-Waste-Of-Time/release/2267602. Läst 6 maj 2012.